# Grand Prix d'Isbergues 2007
La 61e édition du Grand Prix d'Isbergues a eu lieu le 23 septembre 2007. Il s'agit de la quatorzième et avant-dernière épreuve de la Coupe de France de cyclisme sur route 2007. L'épreuve, remportée par le coureur suisse Martin Elmiger, fait partie du calendrier de l'UCI Europe Tour 2007 en catégorie 1.1.

## Classement final
| \| Classement général \| Classement général \| Classement général \| Classement général \| Classement général \| \| Coureur \| Coureur \| Pays \| Équipe \| Temps \| \| ------------------ \| -------------------- \| ------------------ \| ---------------------------- \| ------------------ \| \| 1er \| Martin Elmiger \| Suisse \| AG2R Prévoyance \| 4 h 53 min 08 s \| \| 2e \| Andy Cappelle \| Belgique \| Landbouwkrediet-Tönissteiner \| + 2 s \| \| 3e \| Sébastien Chavanel \| France \| La Française des jeux \| + 27 s \| \| 4e \| Greg Van Avermaet \| Belgique \| Predictor-Lotto \| + 27 s \| \| 5e \| Thor Hushovd \| Norvège \| Crédit Agricole \| + 27 s \| \| 6e \| Baden Cooke \| Australie \| Unibet.com \| + 27 s \| \| 7e \| Romain Feillu \| France \| Agritubel \| + 27 s \| \| 8e \| Roger Hammond \| Royaume-Uni \| T-Mobile \| + 27 s \| \| 9e \| Sébastien Hinault \| France \| Crédit Agricole \| + 27 s \| \| 10e \| Jonas Aaen Jørgensen \| Danemark \| GLS \| + 27 s \| |                      |             |                              |                 |
| |                      |             |                              |                 |
| |                      |             |                              |                 |
| Classement général |                      |             |                              |                 |
| Coureur | Coureur              | Pays        | Équipe                       | Temps           |
| 1er | Martin Elmiger       | Suisse      | AG2R Prévoyance              | 4 h 53 min 08 s |
| 2e | Andy Cappelle        | Belgique    | Landbouwkrediet-Tönissteiner | + 2 s           |
| 3e | Sébastien Chavanel   | France      | La Française des jeux        | + 27 s          |
| 4e | Greg Van Avermaet    | Belgique    | Predictor-Lotto              | + 27 s          |
| 5e | Thor Hushovd         | Norvège     | Crédit Agricole              | + 27 s          |
| 6e | Baden Cooke          | Australie   | Unibet.com                   | + 27 s          |
| 7e | Romain Feillu        | France      | Agritubel                    | + 27 s          |
| 8e | Roger Hammond        | Royaume-Uni | T-Mobile                     | + 27 s          |
| 9e | Sébastien Hinault    | France      | Crédit Agricole              | + 27 s          |
| 10e | Jonas Aaen Jørgensen | Danemark    | GLS                          | + 27 s          |